# Хмін (нохія)
Хмін (араб. ناحية حمين) — нохія у Сирії, що входить до складу району Дрейкіш провінції Тартус. Адміністративний центр — м. Хмін.
| Сирія | Це незавершена стаття з географії Сирії. Ви можете допомогти проєкту, виправивши або дописавши її. |